# 橘U子
橘 U子（たちばな ゆーこ、1973年3月15日 - ）は、日本の女性声優。東京都出身。ケンユウオフィス所属。旧芸名は合志 真理（こうし まり）。

## 来歴
小学生くらいの頃は可愛い声をしていた。
小学生時代からソフトボール部に所属。「ばっちこーい!」と過酷な声出しを経て、高校生の頃に現在のようなだみ声になったといい、「ソフトボールの全日本の選手になる!」くらいに思っていたという。
しかし膝を故障し、怪我をして「どうしよう」という時に通っていた女子校にアニメグループがあり、部活中の声を聞いた同級生から「声優になってみたら」と言われたことがきっかけで勝田声優学院へ第10期生として入学（同期は本田貴子、倉田雅世など）。
学院に講師として来ていた肝付兼太と出会い、劇団21世紀FOXに約10年在籍。劇団在籍時よりアニメの仕事を開始。
退団後、ケンユウオフィスへ所属。

## 人物
役柄としては、女性役の他、ハスキーボイスを活かし、少年役も演じている。
芸名は肝付によって名付けられた。
趣味は芝居鑑賞。資格は原動機付自転車免許、三味線。
現在は東京アニメ・声優専門学校にて講師も務める。
くじらとは肝付やたてかべ和也を通じ、長年親交がある。

## 出演

### テレビアニメ
時期不明
- クレヨンしんちゃん（時期不明 - 2024年、お婆さん、連図さん、四十肩のお京〈2代目〉、ミニブタ、たま美 他）

1996年
- 逮捕しちゃうぞ（子供たち）

1998年
- 金田一少年の事件簿（小野寺将之の祖母、スージー星河）
- ひみつのアッコちゃん 第3作（さくらんぼ園の妻、八百屋のおばちゃん）
- 遊☆戯☆王（窓口嬢）

1999年
- おジャ魔女どれみ（1999年 - 2002年、マジョ梅、マジョサリバン、サチコの祖母） - 3シリーズ
- キョロちゃん（1999年 - 2001年、メトリ、公園ママB、コンテスト女）

2000年
- デジモンアドベンチャー02（デジモン）

2001年
- あぃまぃみぃ!ストロベリー・エッグ（岩屋祥一）
- カスミン（ハニワ夫人）
- 仰天人間バトシーラー（ツチミコト / ミゴトミコト）
- タッチ CROSS ROAD〜風のゆくえ〜（女の子B）
- 名探偵コナン（2001年 - 2022年、主婦B、伊藤A、店員、男の子、花井徳子）

2002年
- あたしンち（2002年 - 2008年、TVの声2、母親B、おばさん、大家さん、モン太の母）
- GetBackers-奪還屋-（湯治客、観光客）
- ちびまる子ちゃん（2002年 - 2021年、杉山さとし〈代役〉）
- デジモンフロンティア（鉄平、パグモン）
- 忍たま乱太郎（2002年 - 2015年、乱太郎の母（代役）、おばさん、おばあさん）
- わがまま☆フェアリー ミルモでポン!（2002年 - 2004年、星野） - 3シリーズ
- ONE PIECE（2002年 - 2019年、ミス・ダブルフィンガー / ポーラ〈2代目〉、シャーロット・プラリネ）

2003年
- 明日のナージャ（オリバー）
- エアマスター（バリケード1号）
- カレイドスター（パトロワの妻）
- ドラえもん（テレビ朝日版第1期）（少女A）
- フルメタル・パニック? ふもっふ（おばちゃん、女性、女の子A）

2004年
- アガサ・クリスティーの名探偵ポワロとマープル（メイド）
- 爆裂天使（女の子C）
- ビューティフル ジョー（ヴィクトニア）
- 美鳥の日々（セールスレディ）
- 妄想代理人
- MONSTER（娼婦B）

2005年
- IGPX（ソラ）
- あかほり外道アワーらぶげ（邪鬼の母）
- 奥さまは魔法少女（細野慎二）
- ケロロ軍曹（2005年 - 2009年、宇宙商人、店主、上級生、グルル）
- MÄR-メルヘヴン-（ジャックの母）
- 雪の女王（魚屋の主人）

2006年
- エア・ギア（サンアイ・イソバ）
- ドラえもん（テレビ朝日版第2期）（2006年 - 2018年、税金鳥、女将さん、はる夫のママ〈初代〉、OL1、猿顔のおばさん〈ジャイアンのおば〉 他）

2007年
- おおきく振りかぶって（2007年 - 2010年、花井きく江） - 2シリーズ
- デジモンセイバーズ（トーマの祖母）
- デルトラクエスト（マザー・ブライトリー）
- のだめカンタービレ（金城静香）

2008年
- Yes!プリキュア5GoGo!（骸骨）
- のらみみ（ヌマジ）
- ハヤテのごとく!（おかみ）

2009年
- 銀魂（2009年 - 2011年、中山、白水○×子） - 2シリーズ
- 獣の奏者 エリン（モットンの妻）
- こんにちは アン 〜Before Green Gables（ランドルフ）
- 蒼天航路（黄巾党女性B）
- ヒゲぴよ（銭湯のおばちゃん、猿川）
- 毎日かあさん（2009年 - 2010年、権田さん、ミーシャ、権田くん）

2010年
- ひめチェン!おとぎちっくアイドル リルぷりっ（猪狩美央）

2012年
- 宇宙兄弟（ジェニファー）
- エリアの騎士（蘇我暁美）
- 戦国コレクション（女捜査官）
- たまごっち!（ミドハナっち）

2014年
- そにアニ -SUPER SONICO THE ANIMATION-（近所のおばさん）
- マギ The kingdom of magic（レジーナ）

2015年
- ISUCA（樹木子）

2016年
- 紅殻のパンドラ（サマンサ看護婦）
- テラフォーマーズ リベンジ（ペトラ・エイハイム）
- モンスターハンター ストーリーズ RIDE ON（カカ）

2018年
- からくりサーカス（加納）
- 3D彼女 リアルガール（2018年 - 2019年、筒井紀江、ラーメン屋店員） - 2シリーズ
- 覇穹 封神演義（瓊霄）

2019年
- ポケットモンスター サン&ムーン（マネージャー）
- コップクラフト（SM女王、オリビア）
- 通常攻撃が全体攻撃で二回攻撃のお母さんは好きですか?（ポッチ母）
- 本好きの下剋上 司書になるためには手段を選んでいられません（2019年 - 2020年、カルラ） - 2シリーズ

2020年
- pet（乾の祖母）
- ハクション大魔王2020（球木）

2021年
- 回復術士のやり直し
- もっと!まじめにふまじめ かいけつゾロリ（ウチュウ星人）
- 86-エイティシックス-（ベル・アイギス）
- 古見さんは、コミュ症です。（おばば）

2022年
- ハコヅメ〜交番女子の逆襲〜（酒田）
- SPY×FAMILY（〈WISE〉連絡員）
- 農民関連のスキルばっか上げてたら何故か強くなった。（女性司書）
- チェンソーマン（ヒルの悪魔）

2023年
- 大雪海のカイナ（中ばば）
- でこぼこ魔女の親子事情（セラヘーラ）

2024年
- 明治撃剣-1874-（Mitsubaa）
- 菜なれ花なれ（大谷ツヤ子）
- 女神のカフェテラス（老婆）
- ポケットモンスター（おばあちゃん）

### 劇場アニメ
2000年代
- おジャ魔女どれみ#（2000年、マジョ梅）
- 爆転シュート ベイブレード THE MOVIE 激闘!!タカオVS大地（2002年、サトル）
- 劇場版 金色のガッシュベル!! 101番目の魔物（2004年、魔界小学校の生徒）
- ONE PIECE エピソードオブアラバスタ 砂漠の王女と海賊たち（2007年、ミス・ダブルフィンガー）
- よなよなペンギン（2009年）

2010年代
- えんぎもん（2018年、金ちゃん）
- クレヨンしんちゃん 爆盛!カンフーボーイズ〜拉麺大乱〜（2018年、眉なし園児）

2020年代
- 劇場版 抱かれたい男1位に脅されています。〜スペイン編〜（2021年、マリア）
- 大雪海のカイナ ほしのけんじゃ（2023年、中ばば）

### OVA
- 同級生2（1996年、怒り野ボツ子）
- ゴールデンカムイ（2018年、女将[9]） - コミックス第15巻アニメDVD同梱版
- 本好きの下剋上 司書になるためには手段を選んでいられません 外伝（2020年、カルラ）

### Webアニメ
- アニメでわかる心療内科（2015年、おかあさん）
- BASTARD!! -暗黒の破壊神-（2022年、オババ様）
- PLUTO（2023年、グリフィス）

### ゲーム
2003年
- From TV animation ONE PIECE オーシャンズドリーム!（ミス・ダブルフィンガー）

2004年
- ONE PIECE ランドランド!（ミス・ダブルフィンガー）

2005年
- My Merry May with be
- ONE PIECE グラバト! RUSH（ミス・ダブルフィンガー、アルビダ）

2009年
- 零・超兄貴（ベンテン）

2012年
- ボーダーランズ2（モクシー）
- ワンピース ROMANCE DAWN 冒険の夜明け（ミス・ダブルフィンガー）

2014年
- ディアブロIII
- ボーダーランズ プリシークエル（モクシー）

2016年
- ウォッチドッグス2（レニ）

2017年
- フォーオナー（ヴァルキリー）

2019年
- クイズRPG 魔法使いと黒猫のウィズ（ギン）
- Borderlands 3（モクシー）

2021年
- Apex Legends（マッド・マギー）
- Far Cry 6(ラッキー・ママ)

2022年
- ダイイングライト2 ステイ ヒューマン（ヴェロニカ・ライアン)
- ドラゴンクエストX 天星の英雄たち オンライン（ゼーナピア）
- モンスターストライク（ヒルの悪魔）

### 吹き替え

#### 映画（吹き替え）
- アイス・アルマゲドン（アレックス・ノヴァク〈ジェニファー・スペンス〉）
- ステージ・マザー（シエナ〈ルーシー・リュー〉[14]）
- セックス・クラブ
- チェイス!（ワイリー）
- 爆走!!トムキャッツ（トリシア）
- ビジター（ジネット）
- ビトウィーン・トゥ・ファーンズ: ザ・ムービー（本人役〈ティファニー・ハディッシュ〉）
- ボーダーランズ（マッド・モクシー〈ジーナ・ガーション〉[15]）
- マイ・ワンダフル・ライフ（精神科医）
- Mr.ウッドコック -史上最悪の体育教師-（サリー）
- めぐり逢う大地（スー〈マリー・ブラサード〉）
- ラブ・アペタイザー（アガタ）
- レジスタンス（カタリーナ）
- ロスト・マネー 偽りの報酬（リンダ〈ミシェル・ロドリゲス〉）

#### ドラマ
- iCarly（ジャンジャー・フォックス）
- アンドロメダ（サーナン）
- ウェンズデー
- スタートレック:ローワー・デッキ（ドクター・タアナ）
- デスパレートな妻たち5、8
- プライベート・プラクティス3（スザンナ）
- HELIX -黒い遺伝子-（ドリーン・ボイル）
- ミス・マープル3 無実はさいなむ（ミセス・リンジー）
- ロマンス（ユン・ミヒ）

#### アニメ
- プチバンピ（ジェフリー[16]）
- フランケンウィニー（ボブの母）

### 映画
- ヤッターマン

### 舞台
- ことだま屋本舗EXステージvol.2『戦国新撰組』（2017年6月25日、山崎蒸）
- ことだま屋本舗EXステージvol.4（2018年6月24日）
  - 『戦国新撰組-結-』（山崎蒸）
  - 『さんばか』（菊池久徳）
- ことだま屋本舗EXステージvol.6『アウターゾーン リ：ビジテッド』（2018年11月10日）
- ことだま屋本舗EXステージvol.7「ことだま屋×Z4」『アウターゾーン リ：ビジテッド』（2019年5月2日 - 6日、どら猫マグ）
- ことだま屋本舗EXステージvol.8『さんばか』（2019年6月23日、菊池久徳）
- ことだま屋本舗☆リーディング部その12（2021年9月4日・5日、通行人B、従業員B、戦闘員3、巣ごもり怪人キガメイール、総督）
- ことだま屋本舗☆リーディング部その13（2022年8月20・21日）
  - 『かくれんぼ』（斉藤、少女B）
  - 『夏の揺らめく煙に想ふ』（母）
  - 『怪人スカウトGK』（戦闘員1、殺し屋、社長、欺き怪人アヤツリマクール）

### その他
- ドラえもん&キテレツ大百科「コロ助のはじめてのおつかい」